# Kriegsfeld
Kriegsfeld ist eine Ortsgemeinde im Donnersbergkreis (Rheinland-Pfalz). Sie gehört der Verbandsgemeinde Kirchheimbolanden an, innerhalb derer sie gemessen an der Fläche die größte und gemessen an der Einwohnerzahl die viertgrößte Ortsgemeinde darstellt.

## Geographie

### Lage
Kriegsfeld liegt direkt an der Grenze des Donnersbergkreises zum Landkreis Alzey-Worms und damit ebenso an der Grenze der Pfalz zu Rheinhessen, am Rand der zum Nordpfälzer Bergland gehörenden Rheinhessischen Schweiz sowie dessen Untereinheit Wiesener Randhöhen. Der Süden der Gemarkung ist Bestandteil des Bürgerwald. Zur Kreisstadt Kirchheimbolanden im Südosten sind es etwa sechs Kilometer, zum 686,5 m hohen Donnersberg im Süden acht Kilometer. Nachbargemeinden sind – im Uhrzeigersinn – Mörsfeld Wendelsheim, Nieder-Wiesen, Offenheim, Oberwiesen, Kirchheimbolanden, Gerbach und Gaugrehweiler.
Kriegsfeld hat 955 Einwohner auf einer Fläche von 26,41 km², von der 15,85 km² mit Wald bestanden sind. Zur Gemeinde gehören die Ortsteile Schniftenbergerhof, Geflügelhof Pfalzfeld und Forsthaus Pfalz mit Philippenhaus.

### Erhebungen
Ganz im Süden der Gemarkung erstreckt sich der 481,3 Meter hohe Große Krehberg und nördlich von diesem der Windhübel. Im Südwesten der Gemarkung unmittelbar an der Grenze zu Gerbach befindet sich die 459 Meter messende Taubernheide. Im Osten der Gemarkung erstrecken sich der 345,3 Meter hohe Reilsberg und der Spitzenberg.

### Gewässer
Mitten durch das Siedlungsgebiet verläuft der Kriegsbach. Östlich von diesem verläuft der Oberwiesenbach, der von rechts den Ochsenbach und den Salzgraben aufnimmt, ehe er von rechts in den Wiesbach mündet, der den äußersten Osten der Gemeindegemarkung tangiert.
Der Kernbach bildet großteils die Grenze zu Kirchheimbolanden. Weiter nördlich entspringt auf dem Gemeindegebiet der Wörlebach; beide münden jenseits des Gemeindegebiets in den Wiesbach. Letzterer verläuft im Osten kurze Zeit über die Gemeindegemarkung; dort nimmt er von links den Schniftenberger Bach und von rechts den Teufelswiesenbach, der die Grenze zu Nieder-Wiesen bildet.

## Geschichte
Im Oktober des Jahres 900 wurde der Ort im Fuldaer Urkundenbuch erstmals als Chrichesfeld  erwähnt. Während der Zeit der Stammesherzogtümer gehörte der Ort zum Herzogtum Franken. Ab 1579 gehörte Kriegsfeld zur Kurpfalz, nachdem zuvor die Ortsherrschaft geteilt wurde. Laut dem Handbuch der historischen Stätten wird Kriegsfeld (neben Mörsfeld) als eine der ältesten Ansiedlungen der Gegend beschrieben. Um das Jahr 1100 wurde die alte fränkische Gauverfassung aufgelöst. Danach bildeten sich eine Reihe selbständiger und erblicher Herzogtümer, Markgrafenschaften, Wildgrafschaften, Rheingrafschaften und Raugrafenschaften. Was man zuvor als Lehen oder Amt innehatte, nahm man sich nun zum Eigentum.
Mit 24 weiteren Dörfern rechts und links der Alsenz gehörte Kriegsfeld dem Gebiet an, das sich die Raugrafen aneigneten. Rund 200 Jahre gehörte Kriegsfeld als ungeteilter Ort zu den Raugrafen. Die Zweiteilung, die im 13. Jahrhundert begann, endete erst im Jahre 1579. Durch Verpfändung und Verkauf war die eine Hälfte von Kriegsfeld 1376 in den Besitz der Grafen von Bolanden sowie den Kurfürsten Ruprecht übergegangen. Die andere Hälfte bekam 1457 der Kurfürst Friedrich I. Im Jahr 1579 gehörte ganz Kriegsfeld zur Kurpfalz und wurde dem Unteramt Erbes-Büdesheim sowie dem Oberamt Alzey unterstellt. Es ist nicht bekannt, wie die beiden Teile von Kriegsfeld gegeneinander abgegrenzt waren.
Nach einer relativ ruhigen Zeit wurde Kriegsfeld gegen Ende des 18. Jahrhunderts während der französischen Revolutionskriege hart getroffen. Mit anderen Gemeinden der Gegend wurde es 1798 dem Departement Donnersberg zugeordnet.
Von 1798 bis 1814, als die Pfalz Teil der Französischen Republik (bis 1804) und anschließend Teil des Napoleonischen Kaiserreichs war, war Kriegsfeld in den Kanton Kirchheim eingegliedert und war Sitz einer eigenen Mairie. 1815 hatte die Gemeinde insgesamt 826 Einwohner. Im selben Jahr wurde er Österreich zugeschlagen. Bereits ein Jahr später wechselte der Ort wie die gesamte Pfalz in das Königreich Bayern. Von 1818 bis 1862 gehörte Kriegsfeld dem Landkommissariat Kirchheim – später Kirchhheimbolanden an; aus diesem ging das Bezirksamt Kirchhheimbolanden  hervor.
Ab 1939 war der Ort Bestandteil des Landkreises Kirchheimbolanden. Nach dem Zweiten Weltkrieg wurde Kriegsfeld innerhalb der französischen Besatzungszone Teil des 1946 neu gebildeten Landes Rheinland-Pfalz. Im Zuge der ersten rheinland-pfälzischen Verwaltungsreform wechselte Kriegsfeld 1969 in den neu gebildeten Donnersbergkreis; drei Jahre später wurde die Gemeinde in die ebenfalls neu entstandene Verbandsgemeinde Kirchheimbolanden eingegliedert. Im Jahr 2000 feierte Kriegsfeld sein 1100-jähriges Bestehen.

## Religion

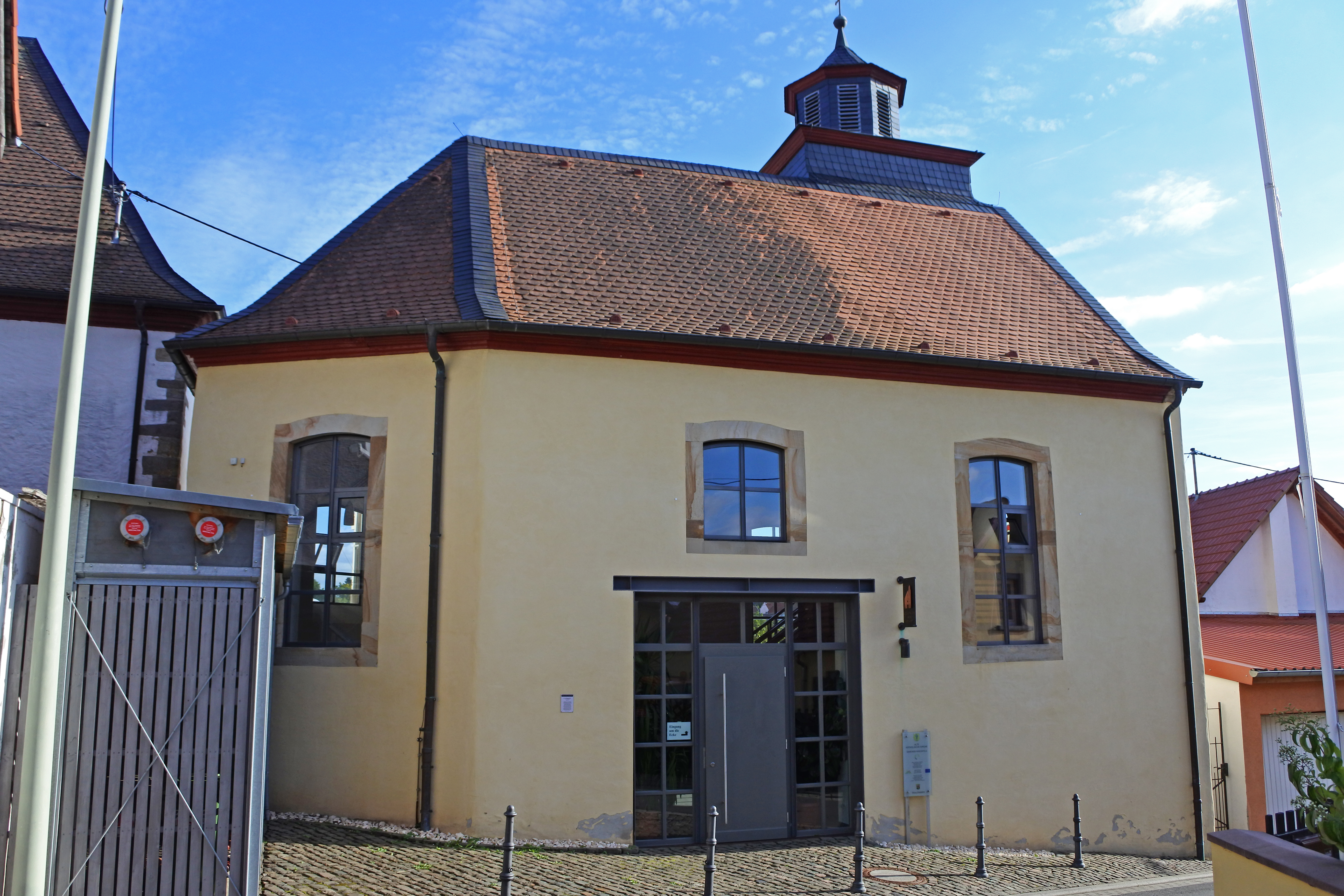
Alte Katholische Kirche von 1787

Die Katholiken gehören zum Bistum Speyer und unterstehen dort dem Dekanat Donnersberg, die Evangelischen zur Protestantischen Landeskirche Pfalz.
Im Zuge der Pfälzischen Kirchenteilung wurde die Gemeinde Anfang des 18. Jahrhunderts den Reformierten zugeschlagen. Erst 1759 erhielten die Katholiken erneut eine örtliche Pfarrei, die seinerzeit ebenso für die Filialen in Mörsfeld und Oberwiesen zuständig war. 1787 erhielten sie eine eigene Kirche. Da sie in den nächsten anderthalb Jahrhunderten zu klein wurde, wurde in den 1930er Jahren ein Nachfolgebau errichtet. Seit 1. Januar 2016 ist Kriegsfeld katholischerseits eine Filiale der in Kirchheimbolanden ansässigen Pfarrei Hl. Anna.
Die im Ort lebenden Juden wurden in Münsterappel beigesetzt.

## Politik

### Gemeinderat
Der Gemeinderat in Kriegsfeld besteht aus 16 Ratsmitgliedern, die bei der Kommunalwahl am 9. Juni 2024 in einer personalisierten Verhältniswahl gewählt wurden, und der ehrenamtlichen Ortsbürgermeisterin als Vorsitzender.
Die Sitzverteilung im Gemeinderat:
| Wahl | SPD | FWG | WGW | Gesamt   |
| ---- | --- | --- | --- | -------- |
| 2024 | –   | 7   | 9   | 16 Sitze |
| 2019 | 9   | 7   | –   | 16 Sitze |
| 2014 | 9   | 7   | –   | 16 Sitze |
| 2009 | 10  | 6   | –   | 16 Sitze |
| 2004 | 9   | 7   | –   | 16 Sitze |

- FWG = Freie Wählergemeinschaft Kriegsfeld e. V.
- WGW = Wählergruppe Werst

### Bürgermeister
Angi Brabänder (FWG) wurde am 8. Juli 2024 Ortsbürgermeisterin von Kriegsfeld. Bei der Direktwahl am 9. Juni 2024 war sie als einzige Bewerberin mit einem Stimmenanteil von 63,3 % zur Ortsbürgermeisterin gewählt worden und folgte damit auf Albert Ziegler, der nicht mehr zur Wahl angetreten war.
Die Ortsbürgermeister seit 1945:
| 1945–1952 | Alois Werst            |
| 1952–1960 | Friedrich Fellenberger |
| 1960–1969 | Willibald Pirkl        |
| 1969–1979 | Albert Ostermeyer      |
| 1979–1999 | Klaus Flörcks          |
| 1999–2004 | Volker Busam           |
| 2004–2014 | Uwe Ullrich            |
| 2014–2024 | Albert Ziegler         |
| 2024–0000 | Angi Brabänder         |

### Wappen
| Wappen von Kriegsfeld | Blasonierung: „In Gold ein Ritter in blauem Harnisch, die Linke in der Hüfte gestützt, in der Rechten ein grünes Kränzlein haltend.“ |
| Wappen von Kriegsfeld | Wappenbegründung: Das Wappen basiert auf dem Kriegsfelder Gerichtssiegel von 1622. Es stellt einen Krieger zur Zeit der Siegelherstellung dar als volksetymologische Deutung des Ortsnamens. Der nach außen mit Dornen versehene Kranz wurde auch als Pechkranz gedeutet. Die Farbgebung ist von Hupp beeinflusst und willkürlich. Eine alternative Deutung des Kriegsfelder Gerichtssiegels ist, dass es einen Bergmann im Lederharnisch, mit so genanntem „Arschleder“ und in der Hand eine Grubenlampe zeigt. Es gab im 17. und 18. Jahrhundert am Spitzenberg bei Kriegsfeld einen intensiven Abbau von Quecksilber (zahlreiche Stollenmundlöcher sind auch heute noch frei zugänglich), Kriegsfeld also quasi eine Bergbaugemeinde war. Die Genehmigung erfolgte am 15. März 1926 durch das Bayrische Staatsministerium des Innern in München. |

## Kultur und Sehenswürdigkeiten

### Bauwerke
Kulturdenkmäler

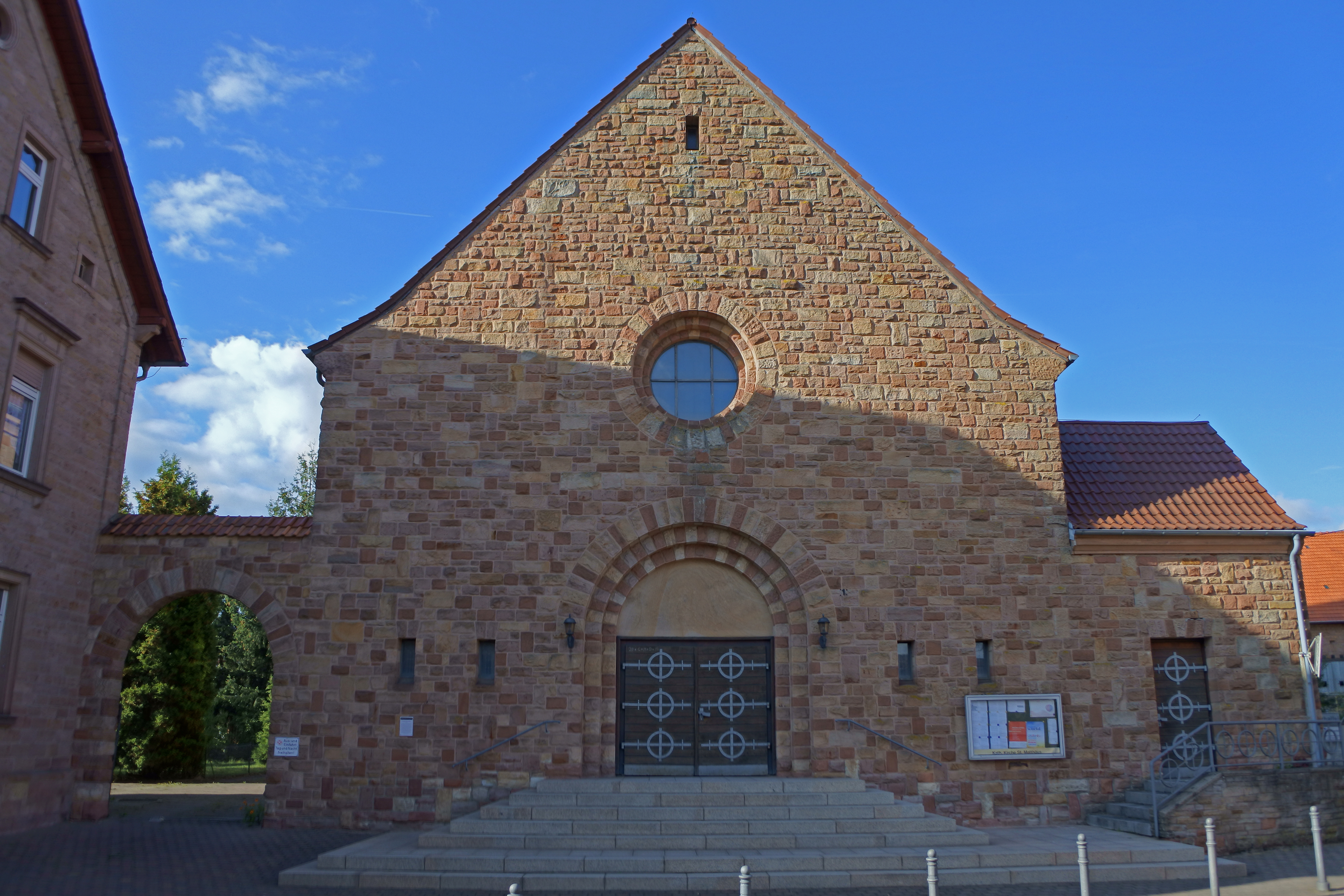
Denkmalgeschützte katholische Kirche

Der Ortskern ist als Denkmalzone ausgewiesen. Hinzu kommen insgesamt 17 Einzelobjekte, die unter Denkmalschutz stehen, darunter die katholische Kirche, die in der Obergasse befindliche evangelische Kirche und das protestantische Gemeindehaus, das einst als Schulhaus fungierte.
Sonstige Bauwerke
Weitere markante Bauwerke vor Ort sind Dorfplatz mit einem Brunnen, das älteste Haus der Gemeinde und ein Vertriebenendenkmal in der Kirchheimbolander Straße.

### Natur
Im Süden der Gemarkung befindet sich das Naturschutzgebiet Wasenbacher Höhe.

### Veranstaltungen
Am Wochenende des vierten Sonntages im September wird die Kriegsfelder Kerwe gefeiert. Vier Wochen danach wird die Nachkerwe gefeiert.

## Wirtschaft und Infrastruktur

### Wirtschaft
Der Windpark Schneebergerhof-Windhübel befindet sich teilweise auf der Gemarkung von Kriegsfeld.

### Verkehr
Im Ort kreuzen sich die Landesstraßen 399, 404 und 405. Südöstlich verläuft die A 63 von Kaiserslautern nach Mainz.
Durch das Gemeindegebiet führen die von Behles Bus betriebenen Buslinien 902 „Eisenberg – Kirchheimbolanden – Kriegsfeld – Gaugrehweiler“ und 922 „Kirchheimbolanden – Kriegsfeld – Alsenz“. Das benachbarte Kirchheimbolanden verfügt über einen Haltepunkt der Donnersbergbahn.

### Militär
Nach dem Zweiten Weltkrieg befanden sich auf dem Gemeindegebiet mehrere Einrichtungen der Seventh United States Army, die im Zeitraum von 1991 bis 2000 aufgegeben wurden. Die 59th Ordnance Brigade unterhielt außerdem das Ammunition Depot Kriegsfeld. Ebenfalls aufgegeben ist die einst zur Bundeswehr gehörende Liegenschaft Auf der Wesenbacher Höhe samt dem Munitionsdepot Kriegsfeld.

### Tourismus
Durch Kriegsfeld führt die Deutsche Schuhstraße. Im äußersten Osten verläuft der mit einem blauen Balken markierte Fernwanderweg Staudernheim–Soultz-sous-Forêts und im Südwesten der mit einem roten Balken markierte Fernwanderweg Donnersberg–Donon.

## Persönlichkeiten

### Söhne und Töchter der Gemeinde
- Nicolaus Martin (1780–1869), Fabrikant und Politiker
- Georg Michael Nahm (1803–1834), Revolutionär
- Ludwig Schickert (1901–1951), Politiker (NSDAP)
- Otmar Ludwig (* 1951), Fußballspieler
- Dieter Uhl (* 1968), Paläobotaniker

### Personen, die vor Ort gewirkt haben
- Matthias Koeberlin (* 1974), Schauspieler, verbrachte seine Jugend in Kriegsfeld.
- Damian Lohr (* 1993), Politiker (AfD), lebte zeitweise vor Ort.